# Apatura maximinus
Apatura maximinus är en fjärilsart som beskrevs av Heslop 1960. Apatura maximinus ingår i släktet Apatura och familjen praktfjärilar. Inga underarter finns listade i Catalogue of Life.